# Piotr Mikietyński
Piotr Mikietyński (ur. 1966) – polski historyk, doktor habilitowany nauk humanistycznych w zakresie historii. Specjalność: historia powszechna XX wieku.
Absolwent I Liceum Ogólnokształcącego im. Bartłomieja Nowodworskiego w Krakowie. Studia historyczne w Uniwersytecie Jagiellońskim ukończył w 1991. W 1998 obronił pracę doktorską pt. Generał Stanisław hrabia Szeptycki. Między Habsburgami a Rzecząpospolitą 1867-1918 (promotor Marian Zgórniak). 28 maja 2010 uzyskał stopień doktora habilitowanego na podstawie rozprawy: Niemiecka droga ku Mitteleuropie. Polityka II Rzeszy wobec Królestwa Polskiego 1914-1916.
Od 1999 adiunkt w Zakładzie Historii Powszechnej Najnowszej Instytutu Historii Uniwersytetu Jagiellońskiego.  W 2023 został powołany przez Prezesa Rady Ministrów do Rady Naukowej Instytutu Zachodniego.